# Feyo I Sickinghe

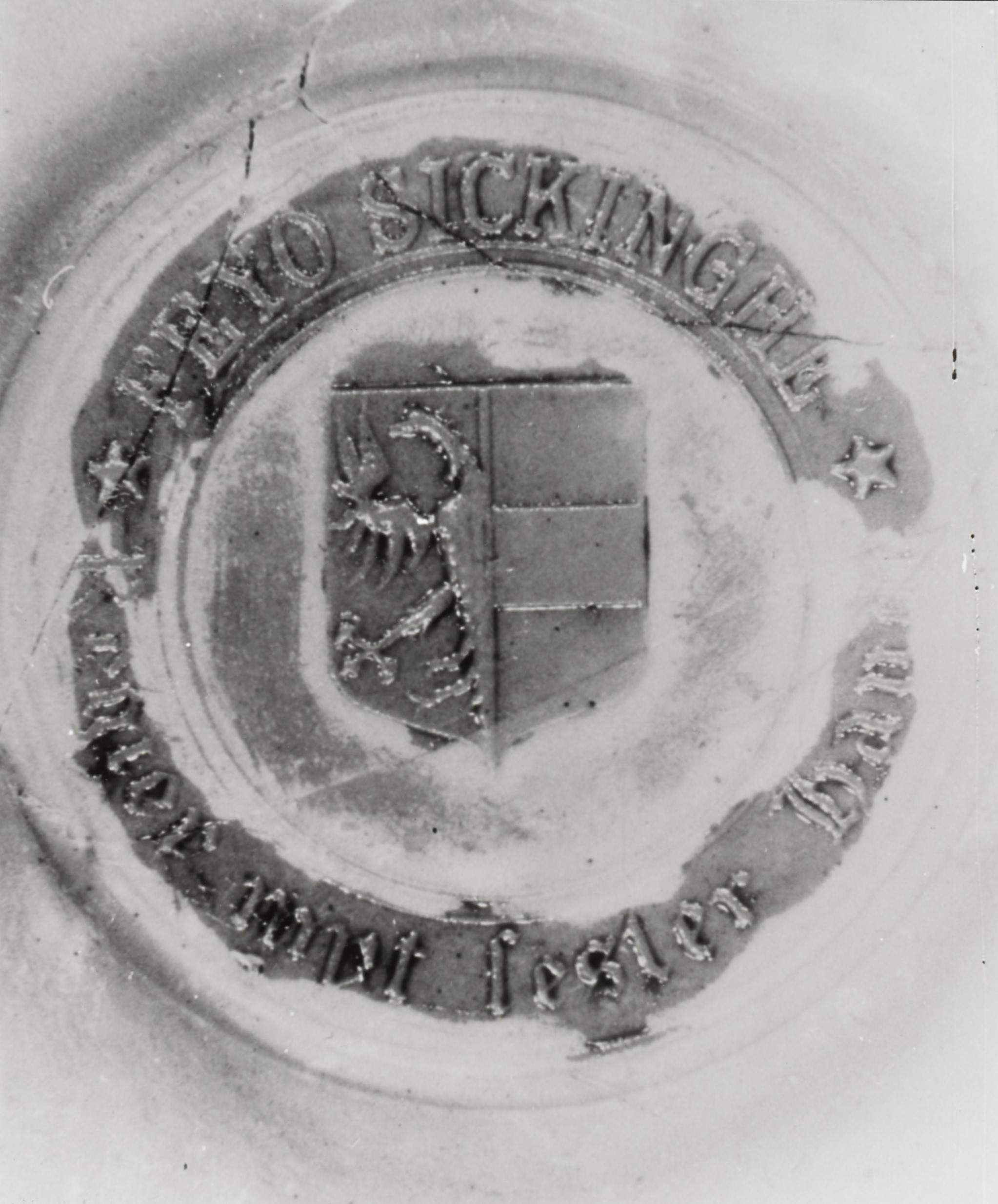
Zegel van Feyo Sickinghe met als wapenspreuk: 'Regier met fester hand, lees; 'Regeer met vaste hand' (ca. 1450). Deze spreuk is een verwijzing naar de machtsposities van zijn voorouders, die naast burgemeesters ook landheren waren.

Feyo I Sickinghe (onbekend - 1472) was een landedelman te Groningen en heer van de borg te Winsum.
Sickinghe, telg uit het geslacht Sickinghe, werd geboren als zoon van Johan Sickinghe, burgemeester van de stad Groningen en Jey Heemstra (†1436), telg uit het geslacht Van Heemstra en dochter van de ridder van Dokkum Feye van Heemstra (†1436). Sickinghe was een kleinzoon van Lubbert Sickinghe, tussen 1354 en 1383 burgemeester van de stad Groningen. 
Evert Sickinghe, hoofdeling te Winsum, proost van Loppersum, hoofdman van Groningen en redger in verschillende Ommelander dorpen, was een broer van Feyo en de schoonzoon van de bekende Oost-Friese hoofdeling en legeraanvoerder Focko Ukena. Ook Ludolf Sickinghe, burgemeester en raadsheer van de stad Groningen, was een broer van Feyo. Hun zus Ide Sickinghe was getrouwd met Coppen Jarges en werd de grootmoeder van Johan de Mepsche (ca. 1520 - 1585).

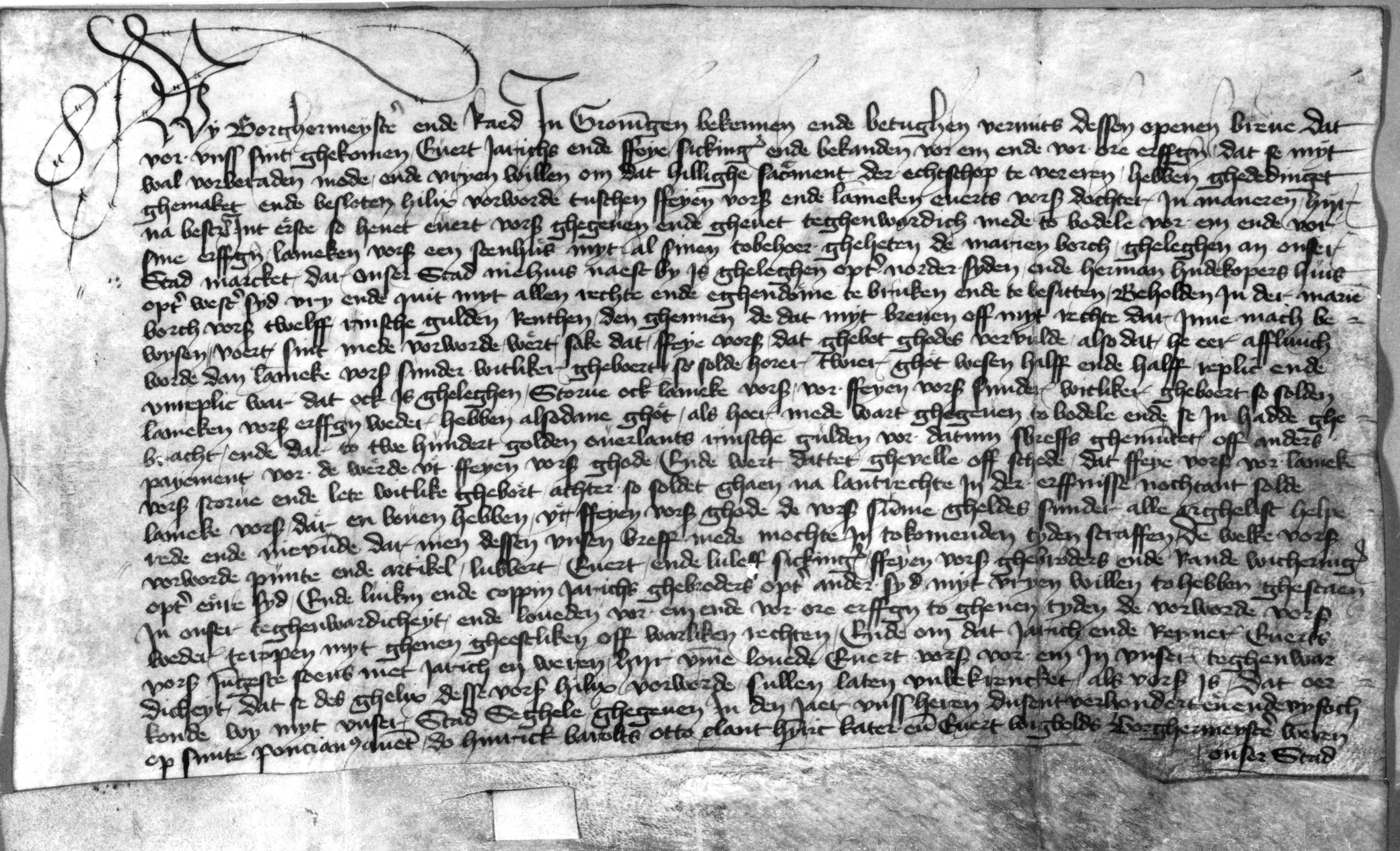
Akte van huwelijkse voorwaarden tussen Evert Jarges, vader van de bruid Lameke en Feyo Sickinghe, 1451

Sickinghe trouwde in 1441 met een 'Frowe Thoe Baffelt. Op 12 augustus (Sint Pontiani avond) 1451 trouwde hij met Lameke Jarges, telg uit het geslacht Jarges en dochter van Evert Jarges. Met Lamke kreeg hij 2 kinderen, te weten:
- Peter Sickinghe (1455-1532), ridder, bekend staatsman, burgemeester en hoofdman van Groningen, raadsheer, ouderman van het brouwersgilde te Groningen
- Johan II Sickinghe (circa 1452 tot na 1499), student te Leuven in 1471, redger te Winsum, lid van het brouwersgilde te Groningen[1]

Hij was de grootvader van dr. Johan Sickinghe (1495-1572), landedelman, burgemeester en hoofdman van Groningen, drost der beide Oldambten, procurator van de Germaanse natie te Orléans.
Sickinghe woonde op de borg te Winsum, die op last van de Raad van Groningen in 1627 werd afgebroken. Op 24 februari 1443 verklaren Feyo en zijn vrouw, inwoners van Baflo, dat zij in het kerspel Bedum een stuk land te Adorp, genaamd ‘Uppa Falgum’, hebben verkocht aan Lyuwert Scheltinge en zijn vrouw Teteke. In 1457 verkopen Feyo en zijn broer Evert het Sickinghehuis aan de zoons van Abel Onsta. Dit was hun ouderlijk huis, met hofstede, gang, schuur en hof, gelegen ten Westen van de Boteringenstraat, naast Potters huis. Daarnaast regelen zij het recht op kerkstoelen en zitplaatsen in de Martinikerk, de A-kerk en de Broerkerk.
Feyo Sickinghe overleed rond 1472 en werd begraven op 18 november 1509.